# Рэндольф, Джордж
Джордж Уит Рэндольф (англ. George Wythe Randolph; 10 марта 1818, Монтичелло, Виргиния — 3 апреля 1867, плантация Эджхилл, Виргиния) — третий военный министр Конфедерации штатов Америки (1862).

## Биография
Джордж Уит Рэндольф родился 10 марта 1818 года в семье конгрессмена США, будущего губернатора Виргинии Томаса Манна Рэндольфа младшего и Марты Джефферсон, дочери бывшего президента США Томаса Джефферсона, в дедовском имении Монтичелло. Учился в Кембриджской школе в Массачусетсе, в возрасте с 13 до 19 лет служил в военном флоте. Окончил Виргинский университет, затем поселился в Ричмонде, где основал собственную адвокатскую практику.
В 1859 году Рэндольф сформировал ополченческое артиллерийское подразделение лёгких гаубиц Richmond Howitzers, которое было сразу передислоцировано в Чарльз Таун в Виргинии, где использовалось для охраны в ходе суда над аболиционистом Джоном Брауном и его казни в декабре 1859 года. В феврале 1861 года Рэндольф стал делегатом Виргинского сецессионистского конвента и голосовал на нём за выход штата из состава США. 12 апреля 1861 года он вместе с двумя другими делегатами встретился с президентом Линкольном и безуспешно пытался убедить его отказаться от поддержки осаждённого форта Самтер. После объявленного Линкольном набора добровольцев в федеральную армию конвент проголосовал 17 апреля за отделение, Рэндольф получил звание майора Виргинского ополчения, а Джон Магрудер принял командование над его гаубичным подразделением. После быстрого повышения до звания полковника Рэндольф получил должность начальника артиллерии армии Магрудера и в этом качестве участвовал в сражении при Биг-Бетель 10 июня 1861 года, принесшем южанам первую победу в Гражданской войне. Впоследствии он занимался строительством укреплений у Йорктауна, а 12 февраля 1862 года получил звание бригадного генерала и принял ответственность за оборону Саффолка.
18 марта 1862 года президент Конфедерации Дэвис назначил Рэндольфа военным министром в связи с переходом его предшественника Джуды Бенджамина в Департамент юстиции, и 24 марта тот занял новую должность.
Важнейшим достижением Рэндольфа стало успешное проведение через Конгресс Конфедерации законодательства о введении впервые в американской истории призыва на военную службу. Он также сумел организовать успешное противодействие южан операции генерала Макклелана (так называемой «кампании на полуострове»), угрожавшей безопасности Ричмонда. Позднее Рэндольф отдал приказ о контрнаступлении на Новый Орлеан, завершившемся поражением. В ноябре 1862 года он отдал генералу Холмсу распоряжение о передислокации, воспринятое президентом Дэвисом как превышение полномочий военного министра, и 15 ноября Рэндольф ушёл в отставку.
В ноябре 1864 года Рэндольф вместе с женой эмигрировал в Англию и затем во Францию, вернулся в США в сентябре 1866 года. Он умер 3 апреля 1867 года в фамильном имении Эджхилл и похоронен в Монтичелло.